# Blytheville
Blytheville város az Amerikai Egyesült Államok Arkansas államában, Mississippi megyében, melynek egyik székhelye (a másik megyeszékhely Osceola). Lakosainak száma 13 406 fő (2020. április 1.).

## Népesség
A település népességének változása:

| 2010 | 15 620 |
| 2020 | 13 406 |